# Liste des signataires du traité de Rome de 2004
Le traité de Rome de 2004 dit Constitution pour l'Europe a été signé le vendredi 29 octobre 2004 par les représentants des États membres et de certains États candidats.

## États membres
Dans l'ordre suivant (qui correspond à l'ordre alphabétique protocolaire au sein de l'Union européenne) :
- 10 h 45 : cérémonie d'ouverture dans le Palazzo Senatorio (palais sénatorial) - Sala Giulio Cesare (salle Jules-César) ;
- 11 h 45 : cérémonie de signature dans le Palazzo dei Conservatori (palais des Conservateurs) - Sala degli Orazi e dei Curiazi (salle des Horaces et des Curiaces).

| État membre        | Nom                                             | Fonctions                                                                    |
| ------------------ | ----------------------------------------------- | ---------------------------------------------------------------------------- |
| Belgique           | Guy Verhofstadt                                 | Premier ministre                                                             |
| Belgique           | Karel De Gucht                                  | Ministre des Affaires étrangères                                             |
| République tchèque | Stanislav Gross                                 | Premier ministre                                                             |
| République tchèque | Cyril Svoboda                                   | Ministre des Affaires étrangères                                             |
| Danemark           | Anders Fogh Rasmussen                           | Premier ministre                                                             |
| Danemark           | Per Stig Møller                                 | Ministre des Affaires étrangères                                             |
| Allemagne          | Gerhard Schröder                                | Chancelier fédéral                                                           |
| Allemagne          | Joseph Fischer                                  | Ministre fédéral des Affaires étrangères et Vice-chancelier                  |
| Estonie            | Juhan Parts                                     | Premier ministre                                                             |
| Estonie            | Kristiina Ojuland                               | Ministre des Affaires étrangères                                             |
| Grèce              | Konstantínos Karamanlís (Constantin Caramanlis) | Premier ministre                                                             |
| Grèce              | Petros G. Molyviatis                            | Ministre des Affaires étrangères                                             |
| Espagne            | José Luis Rodríguez Zapatero                    | Président du gouvernement                                                    |
| Espagne            | Miguel Ángel Moratinos Cuyaubé                  | Ministre des Affaires étrangères et de la Coopération                        |
| France             | Jacques Chirac                                  | Président de la République                                                   |
| France             | Jean-Pierre Raffarin                            | Premier ministre                                                             |
| France             | Michel Barnier                                  | Ministre des Affaires étrangères                                             |
| Irlande            | Bertie Ahern                                    | Premier ministre (Taoiseach)                                                 |
| Irlande            | Dermot Ahern                                    | Ministre des Affaires étrangères                                             |
| Italie             | Silvio Berlusconi                               | Président du Conseil des ministres                                           |
| Italie             | Franco Frattini                                 | Ministre des Affaires étrangères                                             |
| Chypre             | Tassos Papadopoulos                             | Président                                                                    |
| Chypre             | George Iacovou                                  | Ministre des Affaires étrangères                                             |
| Lettonie           | Vaira Vīķe-Freiberga                            | Présidente de la République                                                  |
| Lettonie           | Indulis Emsis                                   | Premier ministre                                                             |
| Lettonie           | Artis Pabriks                                   | Ministre des Affaires étrangères                                             |
| Lituanie           | Valdas Adamkus                                  | Président                                                                    |
| Lituanie           | Algirdas Mykolas Brazauskas                     | Premier ministre                                                             |
| Lituanie           | Antanas Valionis                                | Ministre des Affaires étrangères                                             |
| Luxembourg         | Jean-Claude Juncker                             | Premier ministre, ministre d'État                                            |
| Luxembourg         | Jean Asselborn                                  | Vice-Premier ministre, ministre des Affaires étrangères et de l'Immigration  |
| Hongrie            | Ferenc Gyurcsány                                | Premier ministre                                                             |
| Hongrie            | László Kovács                                   | Ministre des Affaires étrangères                                             |
| Malte              | The Hon Lawrence Gonzi                          | Premier ministre                                                             |
| Malte              | The Hon Michael Frendo                          | Ministre des Affaires étrangères                                             |
| Pays-Bas           | Dr J. P. Balkenende                             | Premier ministre                                                             |
| Pays-Bas           | Dr B. R. Bot                                    | Ministre des Affaires étrangères                                             |
| Autriche           | Dr Wolfgang Schüssel                            | Chancelier fédéral                                                           |
| Autriche           | Dr Ursula Plassnik                              | Ministre fédéral des Affaires étrangères                                     |
| Pologne            | Marek Belka                                     | Premier ministre                                                             |
| Pologne            | Włodzimierz Cimoszewicz                         | Ministre des Affaires étrangères                                             |
| Portugal           | Pedro Miguel de Santana Lopes                   | Premier ministre                                                             |
| Portugal           | António Victor Martins Monteiro                 | Ministre des Affaires étrangères et des Communautés portugaises à l'étranger |
| Slovénie           | Anton Rop                                       | Président du gouvernement                                                    |
| Slovénie           | Ivo Vajgl                                       | Ministre des Affaires étrangères                                             |
| Slovaquie          | Mikuláš Dzurinda                                | Premier ministre                                                             |
| Slovaquie          | Eduard Kukan                                    | Ministre des Affaires étrangères                                             |
| Finlande           | Matti Vanhanen                                  | Premier ministre                                                             |
| Finlande           | Erkki Tuomioja                                  | Ministre des Affaires étrangères                                             |
| Suède              | Göran Persson                                   | Premier ministre                                                             |
| Suède              | Laila Freivalds                                 | Ministre des Affaires étrangères                                             |
| Royaume-Uni        | Tony Blair                                      | Premier ministre                                                             |
| Royaume-Uni        | Jack Straw                                      | Ministre des Affaires étrangères et du Commonwealth                          |

## États candidats
Des autorités représentant la Bulgarie, la Roumanie et la Turquie ont également signé l'Acte final du traité établissant une Constitution pour l'Europe, en tant que pays candidats ayant contribué à sa rédaction au sein de la Convention européenne ; ont donc également signé, dans cet ordre, l'acte final, en leur qualité d'États candidats à l'adhésion de l'Union européenne, observateurs auprès de la Conférence :
| État membre | Nom                          | Fonctions                        |
| ----------- | ---------------------------- | -------------------------------- |
| Bulgarie    | Siméon de Saxe-Cobourg-Gotha | Premier ministre                 |
| Bulgarie    | Solomon Pasi                 | Ministre des Affaires étrangères |
| Roumanie    | Ion Iliescu                  | Président de la République       |
| Roumanie    | Mircea Geoană                | Ministre des Affaires étrangères |
| Turquie     | Tayyip Erdoğan               | Premier ministre                 |
| Turquie     | Abdullah Gül                 | Ministre des Affaires étrangères |

### Cas de la Croatie
La Croatie, également candidate à l'Union européenne et entrée en 2013, mais dont le statut est plus tardif que les précédents, n'a signé qu'une déclaration, en tant qu'observateur. Cette déclaration du gouvernement de la République de Croatie a été signée par le Dr Ivo Sanader, président du gouvernement. Elle affirme notamment que la Croatie, en tant que Pays candidat, accueille favorablement la signature du traité de Rome de 2004 et se sent privilégiée de participer à cet événement historique. Elle partage les valeurs, les objectifs et les principes contenus dans ce traité.